# Bibracte

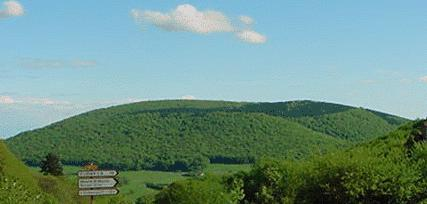
Bibracte

Plano Bibracte

Bibracte era uma cidade-fortaleza celta, capital de éduos e umas das mais importantes na altura. Situava-se perto da atual cidade de Autun, Borgonha, França.